# Набат (Брянская область)
Набат — деревня в Клетнянском районе Брянской области в составе Надвинского сельского поселения.

## География
Находится в северо-западной части Брянской области на расстоянии приблизительно 15 км на север-северо-восток по прямой от районного центра поселка Клетня.

## История
Основан в 1920-х годах как поселок. В 1928 году учитывался как хутор с 6 хозяйствами. На карте 1941 года был отмечен как поселение с 4 дворами.

## Население
Численность населения: 51 человек (1926 год), 9 (русские 67 %, украинцы 33 %) в 2002 году, 3 в 2010.